# Jonathan Rodríguez (urugwajski piłkarz)
Jonathan Javier „Cabecita” Rodríguez Portillo (ur. 6 lipca 1993 we Floridzie) – urugwajski piłkarz występujący na pozycji napastnika lub skrzydłowego w amerykańskim Portland Timbers i reprezentacji Urugwaju.